# Cynanchum umtalense
Cynanchum umtalense är en oleanderväxtart som beskrevs av S. Liede. Cynanchum umtalense ingår i släktet Cynanchum och familjen oleanderväxter. Inga underarter finns listade i Catalogue of Life.